# Golem - Menneske eller Dæmon?
Golem - Menneske eller Dæmon? er en tysk stumfilm fra 1915 instrueret af Paul Wegener og Henrik Galeen.

## Medvirkende
- Paul Wegener
- Henrik Galeen – Troedler
- Lyda Salmonova – Jessica